# Espectre eixamplat per seqüència directa
L' espectre eixamplat per seqüència directa  (anglès direct sequence spread spectrum o DSSS), també conegut en comunicacions mòbils com DS-CDMA (accés múltiple per divisió de codi en seqüència directa) és un dels mètodes de modulació en espectre eixamplat per a transmissió de senyals digitals sobre ones radiofòniques que més s'utilitzen. Tant DSSS com FHSS estan definits per la IEEE en l'estàndard 802.11 per xarxes d'àrea local sense fils WLAN. Aquest esquema de transmissió es fa servir, amb alguna variació, en sistemes CDMA asíncrons (com per exemple UMTS).
La traducció de l'anglès spread spectrum es fa amb diferents adjectius segons les fonts; poden utilitzar indistintament espectre eixamplat, expandit, difús o dispers  per referir en tots els casos al mateix concepte.
L'espectre eixamplat per seqüència directa és una tècnica de modulació que utilitza un codi de pseudosoroll per modular directament una portadora, de tal manera que augmenti l'amplada de banda de la transmissió i redueixi la densitat de potència espectral (és a dir, el nivell de potència en qualsevol freqüència donada). El senyal resultant té un espectre molt semblant al del soroll, de tal manera que a tots els receptors de ràdio ho interpretaran com a soroll menys a qui va dirigit el senyal.

## DSSS i FHSS
Són dos tipus de tecnologies d'espectre eixamplat que empren les radiofreqüències

### DSSS (Espectre eixamplat per seqüència directa)
En aquesta tècnica es genera un patró de bits redundant per a cada un dels bits que componen el senyal. Com més gran sigui aquest patró de bits, major serà la resistència del senyal a les interferències. L'estàndard IEEE 802.11 recomana una mida d'11 bits, però l'òptim és de 100. A recepció és necessari realitzar el procés invers per obtenir la informació original.
La seqüència de bits utilitzada per modular els bits es coneix com a seqüència de Barker (també anomenat codi de dispersió o pseudosoroll). És una seqüència ràpida dissenyada perquè aparegui aproximadament la mateixa quantitat d'1 que de 0. Un exemple d'aquesta seqüència és el següent.
+1-1+1+1-1+1+1+1-1-1-1-1
Només els receptors als quals l'emissor hagi enviat prèviament la seqüència podran recompondre el senyal original. A més, en substituir cada bit de dades a transmetre, per una seqüència d'11 bits equivalent, encara que part del senyal de transmissió es vegi afectada per interferències, el receptor encara pot reconstruir fàcilment la informació a partir del senyal rebut.
Aquesta seqüència proporciona 10.4 dB d'augment del procés, el qual reuneix els requisits mínims per a les regles fixades per la FCC.
Un cop aplicada seqüència de Barker, l'estàndard IEEE 802.11 ha definit dos tipus de modulació per la tècnica d'espectre eixamplat per seqüència directa (DSSS), la modulació DBPSK (Differential Binary Phase Shift Keying) i la modulació DQPSK (Differential Quadrature Phase Shift Keying), que proporcionen una velocitat de transferència d'1 i 2 Mbps respectivament.
Recentment el IEEE ha revisat aquest estàndard, i en aquesta revisió, coneguda com a 802.11b, a més d'altres millores en seguretat, augmenta aquesta velocitat fins als 11Mbps, cosa que incrementa notablement el rendiment d'aquest tipus de xarxes.
Les freqüències venen compreses entre 2.412 i 2.484 GHz. Aquestes són dividides en canals (pot variar segons legislació de cada país).
Canal 01: 2.412 GHz Canal 02: 2.417 GHz Canal 03: 2.422 GHz Canal 04: 2.427 GHz Canal 05: 2.432 GHz Canal 06: 2.437 GHz Canal 07: 2.442 GHz Canal 08: 2.447 GHz Canal 09: 2.452 GHz Canal 10: 2.457 GHz Canal 11: 2.462 GHz Canal 12: 2.467 GHz Canal 13: 2.472 GHz Canal 14: 2.484 GHz
Per a cada canal és necessari una amplada de banda d'uns 22 MHz per poder transmetre la informació, per la qual cosa es produeix un inevitable solapament dels canals propers Si hem de posar alguns punts d'accés propers inevitablement, hauríem de separar prou sent recomanable utilitzar canals que no s'encavalquin. 2, 7 i 12 una altra possibilitat seria 3, 8 i 13 altra 4, 9 i 14 i, per acabar, 1, 8 i 14.
La tècnica de DSSS podria comparar amb una multiplexació en freqüència

### FHSS (Espectre eixamplat per salt de freqüència)
La tecnologia d'espectre eixamplat per salt en freqüència (FHSS) consisteix a transmetre una part de la informació en una determinada freqüència durant un interval de temps anomenada Dwell time i inferior a 400 ms. Passat aquest temps es canvia la freqüència d'emissió i se segueix transmetent a una altra freqüència. D'aquesta manera cada tram d'informació es va transmetent a una freqüència diferent durant un interval molt curt de temps.
L'ordre en els salts en freqüència es determina segons una seqüència pseudoaleatòria emmagatzemada en unes taules, i que tant l'emissor i el receptor han de conèixer.
Si es manté la sincronització en els salts de freqüències s'aconsegueix que, encara que en el temps es canviï de canal físic, a nivell lògic es manté un sol canal pel qual es realitza la comunicació.
Aquesta tècnica també utilitza la zona dels 2.4 GHz, que s'organitza en 79 canals amb una amplada de banda d'1 MHz cadascun. El nombre de salts per segon és regulat per cada país, així, per exemple, Estats Units fixa una taxa mínima de saltes de 2.5 per segon.
L'estàndard IEEE 802.11 defineix la modulació aplicable en aquest cas. S'utilitza la modulació en freqüència FSK (Frequency Shift Keying), amb una velocitat d'1 Mbps ampliable a 2 Mbps.
En la revisió de l'estàndard, la 802.11b, aquesta velocitat també ha augmentat a 11 Mbps.
La tècnica FHSS seria equivalent a una multiplexació en freqüència